# Gesso (rivière)
Pour les articles homonymes, voir Gesso (homonymie).
Le Gesso est un cours d'eau d'une longueur de 42 km qui coule dans la région du Piémont au nord-ouest de l'Italie. Il est un affluent de la Stura di Demonte dans le bassin du fleuve le Pô.

## Hydrographie
Contrairement à la majorité des rivières et cours d'eau de la vallée du Pô, qui ont tendance à s'écouler parallèlement de l'ouest à l'est avec des affluents qui proviennent de vallées latérales disposées selon un motif à chevrons, le bassin du Gesso a une configuration caractéristique due aux nombreuses ramifications successives du cours d'eau.
Juste en amont de Valdieri, il se divise en deux branches principales, l'une appelée Gesso della Valletta, au sud-ouest et Gesso di Entracque au sud.
Le Gesso della Valetta se poursuit ensuite pendant 6 km, pour recevoir les contributions de nombreux cours d'eau, parmi lesquels les plus importants sont ceux qui coulent au pied du mont Matto.
Le Gesso di Entracque remonte 3 km en amont de la confluence, il est divisé à son tour en deux branches, dont l'une conserve encore le nom principal, tandis que la seconde prend le nom de Rio Bousset circulant dans le vallone Sabbione.
Les cours d'eau qui composent le bassin du Gesso ont rarement une source bien définie. En général, ils sont formés par la réunion d'un nombre incalculable de cours d'eau, alimentés par des névés et des glaciers (les plus méridionaux des Alpes) de haute altitude lors de la fonte progressive de l'été et par la contribution des petits lacs souvent gelés.